# 칼란자누스
칼란자누스(Calangianus, it; 언어 오류(sdn): Caragnani sdn; 사르데냐어: Calanzanos sc)는 이탈리아의 사르데냐주 사사리도에 위치한 코무네로, 칼리아리에서 북쪽으로 약 190 킬로미터 (120 mi), 올비아에서 서쪽으로 약 25 킬로미터 (16 mi) 떨어져 있다. 칼란자누스는 큰 코르크 숲으로 둘러싸여 있으며, 그 작업으로 인해 "코르크의 수도"로 불린다.

## 역사

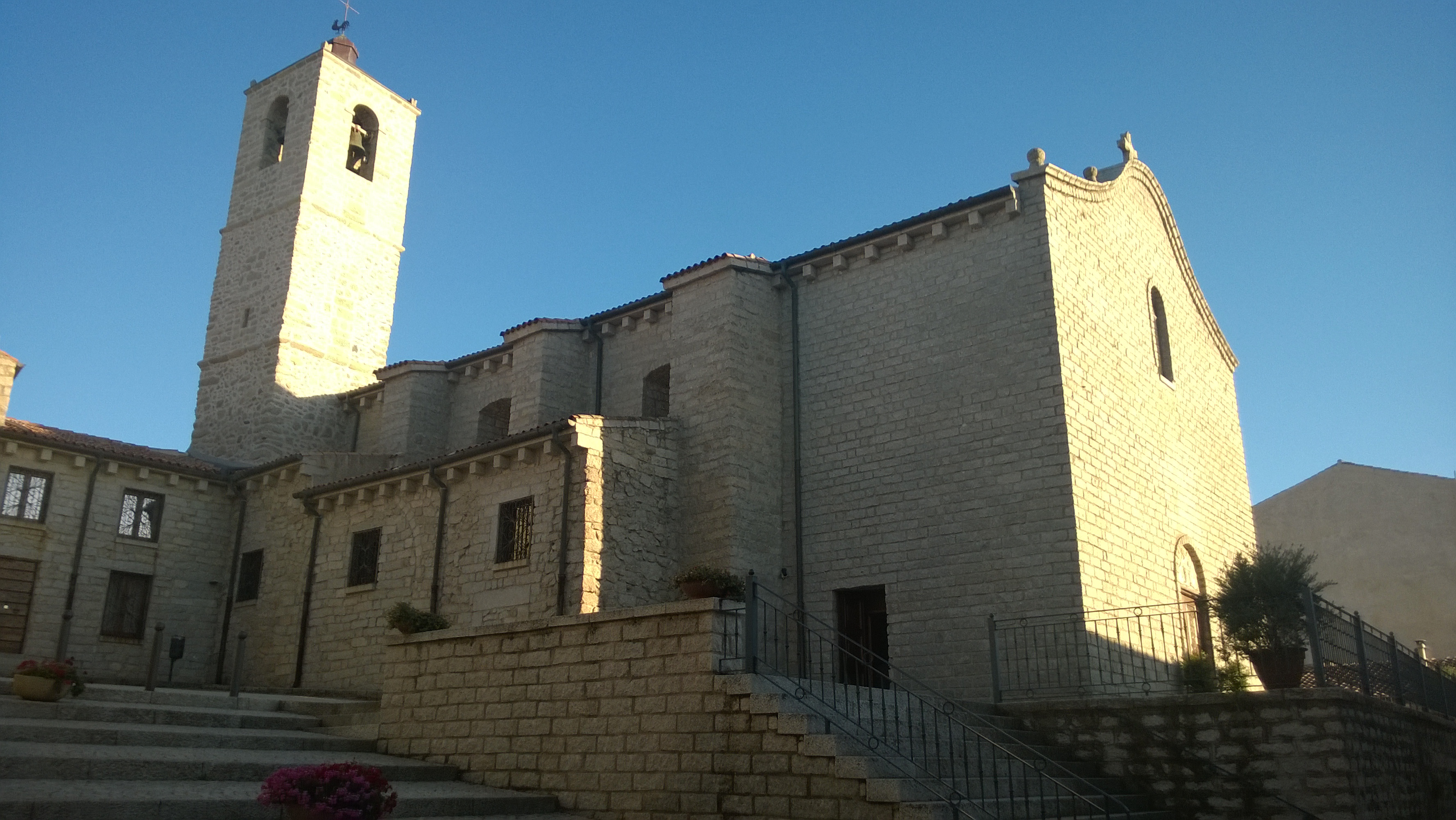
성 유스타스 교회.

칼란자누스 지역은 청동기 시대부터 사람이 살았으며, 로마 공화국과 로마 제국 시대에도 정착되었다. 이는 수많은 역사적 유물과 고고학 유적지의 발견으로 입증되었다. 그중에는 자이언츠의 무덤, "리 팔라디니" 분수, 그리고 9개의 "누라게"가 있지만, 그중 5개는 파괴되었다.
중세 시대에 칼란자누스는 갈루라 주디카토에 속했으며, 나중에 아라곤 왕국과 스페인 제국의 지배를 받았다. 17세기에는 사르데냐를 휩쓸었던 여러 전염병 이후 중요한 재인구화를 겪었으며, 인구 면에서 갈루라의 두 번째 도시가 되었다. 1771년에 자치권을 얻었다.
19세기 초, 일부 기업가들이 칼란자누스로 이주하여 칼란자누스의 코르크 숲을 부의 원천으로 바꾸었다. 시간이 지나면서 칼란자누스 인구의 거의 전체가 코르크 산업에 종사하게 되었다.
20세기는 칼란자누스 경제에 전환점이 되었다. 세기 후반에 칼란자누스에는 300개의 산업체가 있었고, 2012년에는 그 수가 677개로 증가했다.
칼란자누스는 1977년에 첫 코르크 전시회를 개최했으며, 1987년에는 이탈리아에서 가장 산업화된 100개 지방 자치 단체 중 하나라는 칭호를 얻었다.

## 주요 명소

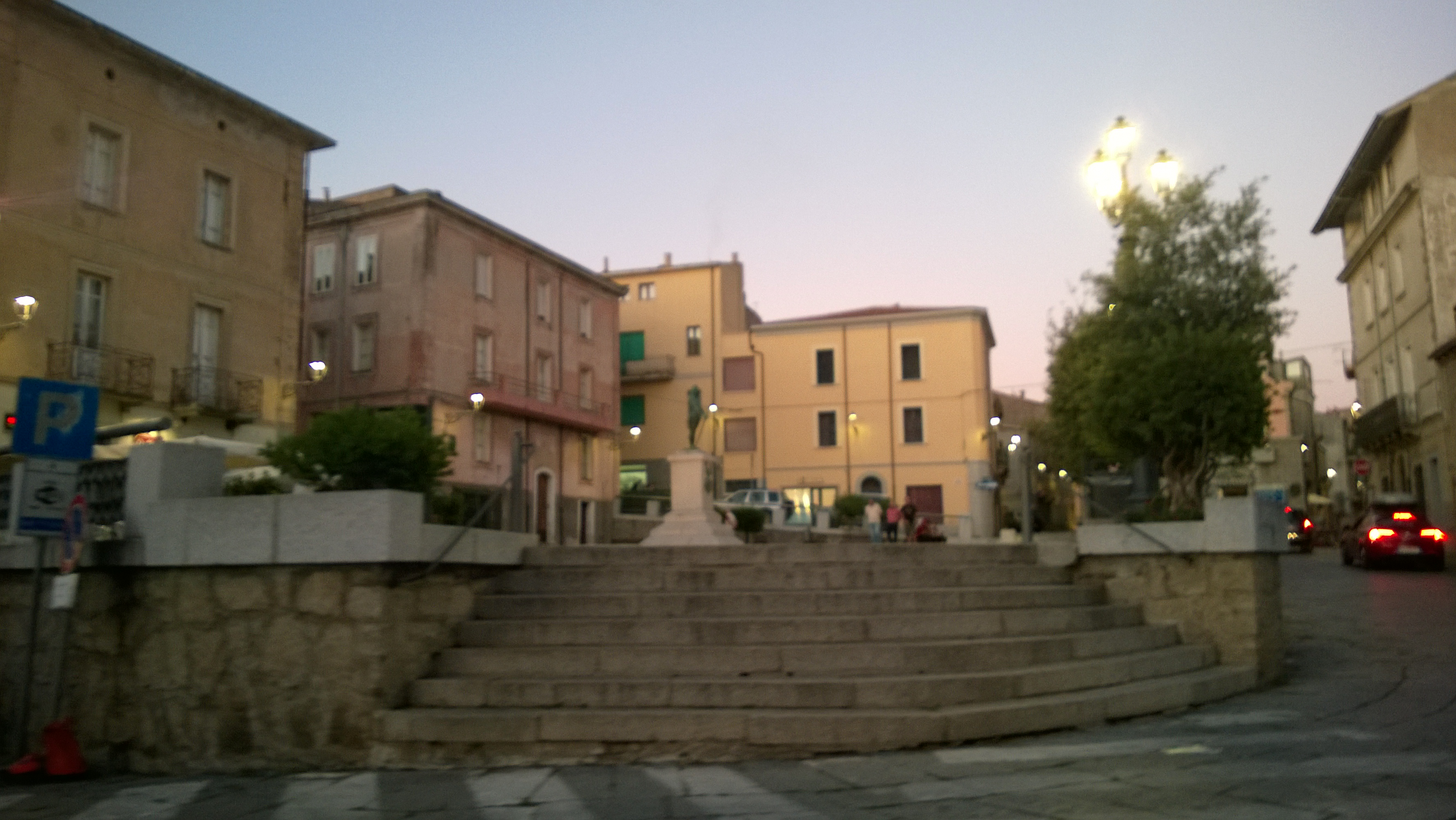
칼란자누스 광장

- 17세기에 지어진 성 유스타스 교회. 갈루라의 전형적인 건축 양식의 예로, 완전히 화강암으로 지어졌으며 세세한 부분까지 장식되어 있다.
- 18세기에 카푸친 수도사들의 수도원 옆에 지어진 산타 마리아 델리 안젤리 교회. 수도원에는 코르크 박물관이 있다.
- 산타 크로체 교회와 묵주 기도의 성모 오라토리오 (16세기). 묵주 기도의 성모 예배당에는 성스러운 미술 박물관이 있다.
- 1665년에 지어진 성 안나 교회는 칼란자누스의 매력적인 구시가지에 위치해 있다.
- 라 리트랑가 궁전 (18세기)
- 19세기에 칼란자누스 코르크의 첫 계약자에 의해 지어진 코르다 궁전.